# Horaci Cocles
Publi Horaci Cocles (Horaci el borni) (en llatí Publius Horatius Cocles) va ser un mític heroi romà que va defensar el pont Sublici, l'únic pont que unia Roma amb la riba dreta del Tíber, junt amb Espuri Larci Flau i Tit Hermini Aquilí contra l'exèrcit etrusc complet, sota el comandament del rei Porsenna, per donar temps als romans de destruir-lo.
Quan el pont ja estava quasi destruït, Horaci va fer marxar els seus dos companys i va resistir sol els atacs fins que el pont va caure. Durant l'acció va ser ferit a la cuixa, cosa que el va deixar coix. Llavors es va tirar a l'aigua i va travessar el riu nedant, arribant sa i estalvi a la ciutat. Segons Polibi va resistir fins a morir o va morir ofegat.
Una estàtua en honor seu fou erigida per la ciutat, que va ser canviada de lloc dues vegades per causa d'uns auspicis. L'estàtua encara existia en temps de Plini el Vell. Probablement aquesta estàtua d'un home coix i borni (potser Vulcà), va donar origen a la llegenda.